# KK Solin

## Povijest kluba
Košarkaški klub Solin je, pod današnjim imenom, osnovala grupa zaljubljenika u košarku na čelu s Marinom Vukšićem 1969. godine. 1990-tih godina 20. stoljeća kratko se zvao i po sponzorima, Autodijelovi Solin te AD Plastik Solin.
Do 1979. godine klub je igrao na asfaltnom igralištu, uz nogometno, pokraj Jadra, od 1979. do 1998. godine na Gripama u Splitu a od 1998. godine, odnosno od izgradnje Gradske dvorane, u Solinu, na Bilankuši. Klub je od 1990-tih do 2002. god godine imao suradnju s KK Splitom, a od tada djeluje samostalno sa svim kategorijama svojih natjecatelja.
Seniori se trenutačno natječu u A2 ligi–jug.

## Poznati igrači koji su igrali u klubu
- Hrvoje Perić
- Franko Kaštropil
- Andrija Žižić
- Ivica Dukan
- Petroslav Sapunar
- Damir Skansi
- Denis Jeličić
- Mirko Grgin
- Željko Radović
- Tomislav Lozančić
- Petar Žižić[2]

## Poznati treneri koji su radili u klubu
- Hrvoje Čulić
- Zoran Grašo
- Mladen Bratić
- Đuro Nenadić
- Petar Škovrlj